# Saetheria aspidocephala
Saetheria aspidocephala är en tvåvingeart som först beskrevs av Linevich 1959.  Saetheria aspidocephala ingår i släktet Saetheria och familjen fjädermyggor. Inga underarter finns listade i Catalogue of Life.